# Dicranomyia conchifera
Dicranomyia conchifera là một loài ruồi trong họ Limoniidae. Chúng phân bố ở miền Cổ bắc.